# Estación Toro
Antonio Toro (conocida también simplemente con el nombre de Toro) es una estación ferroviaria ubicada en la ciudad de Presidente Derqui, partido del Pilar, Provincia de Buenos Aires, Argentina. Pertenece al Ferrocarril General Urquiza de la red ferroviaria argentina.

## Servicios
No presta servicios de pasajeros ni de cargas. Hasta 2011, por sus vías corrían servicios de pasajeros desde Estación Federico Lacroze hacia la Estación Posadas en la provincia de Misiones. El servicio se encuentra suspendido permanentemente dada la continuidad de sucesos que afectaron la operación del tren de pasajeros en este corredor.
Desde ese año no presenta ningún tipo de servicio de cargas, A pesar de que el ramal está bajo jurisdicción de la empresa estatal Trenes Argentinos Cargas.

## Historia
La estación se inauguró el 6 de abril de 1888 como estación de tranvía a caballo.[cita requerida]
En junio de 2003 la estación fue declarada Monumento Histórico Municipal del partido de Pilar.
Circulan esporádicamente zorras de la Asociación Amigos del Urquiza utilizadas para la preservación de la traza.

## Toponimia
Recibe el nombre de Antonio Toro en honor al fundador de la ciudad de Presidente Derqui.